# Blismes
Blismes település Franciaországban, Nièvre megyében. Lakosainak száma 187 fő (2022. január 1.).

## Fekvése
Blismes Montreuillon, Aunay-en-Bazois, Châtin, Chougny, Dommartin, Dun-sur-Grandry és Montigny-en-Morvan községekkel határos.

## Népesség
A település népességének változása:
| Lakosok száma | 174  | 178  | 182  | 180  | 182  | 183  | 185  | 185  | 187  |
|               | 2013 | 2015 | 2016 | 2017 | 2018 | 2019 | 2020 | 2021 | 2022 |